# 山口本店
株式会社山口本店は、かつてヤマグチスーパーの名前で栃木県足利市を中心に店舗を展開していたスーパーマーケットチェーン。キャッチフレーズは「ほほえむ食卓365日」。
2013年11月1日、ゼンショーホールディングスの子会社である株式会社マルヤ（後の株式会社ジョイマート）に事業を譲渡し、山口本店自体も2016年4月に法人格が消滅した。

## 概要
- 設立：1951年（昭和26年）3月
- 営業本部：足利市永楽町4-1

## 店舗
- 栃木県足利市
  - 北郷店
  - 福居店
  - 坂西店
  - 山前店
  - 毛野店
- 佐野市
  - 石塚店
  - 堀米店
- 群馬県太田市
  - 韮川店

### 過去に存在した店舗
- 栃木県足利市
  - 永楽町店
  - 助戸店
  - 山辺店
  - 今福店
- 栃木県佐野市
  - 田沼店